# Balej (Rusko)
Balej (rusky Балей, čínsky 巴列伊/Pa-lie-i) je město v Zabajkalském kraji v Ruské federaci. Při sčítání lidu v roce 2010 měl přes dvanáct tisíc obyvatel.

## Poloha a doprava
Město leží na severozápadním břehu Undy (přítoku Ononu v povodí Šilky) v jižním podhůří Borščovočného hřbetu v Zabajkalsku. Od Čity, správního střediska kraje, je Balej vzdálen přibližně 350 kilometrů východně.
Nejbližší železniční stanice leží zhruba pětapadesát kilometrů severně, jedná se o stanici Transsibiřské magistrály u sídla městského typu Priiskovyj jižně od Něrčinsku. K této stanici vede z Baleje silnice.

## Dějiny
V devatenáctém století vzniklo na místě pozdějšího města zlatokopecké osídlení. V roce 1938 bylo povýšeno na město a přitom nově pojmenováno Balej.

### Rodáci
- Anatolij Vladimirovič Kaminskij (* 1950), podněsterský politik
- Sergej Gavrilovič Aljokminskij (* 1961), ruský námořník, viceadmirál